# Camillo Massimo
Camillo kardinal Massimo, italijanski rimskokatoliški duhovnik, škof in kardinal, * 1620, Rim, † 12. september 1677, Rim.

## Življenjepis
15. decembra 1653 je bil imenovan za naslovnega patriarha Jeruzalema in 16. januarja 1654 za apostolskega nuncija v Španiji; s slednjega položaja je odstopil leta 1656.
22. decembra 1670 je bil povzdignjen v kardinala.